# Semmelhub
Semmelhub ist ein Gemeindeteil von Sankt Wolfgang im oberbayerischen Landkreis Erding.

## Lage
Der Weiler Semmelhub liegt etwa 2,5 Kilometer nordwestlich des Gemeindehauptorts Sankt Wolfgang.

## Geschichte
Semmelhub gehörte bis 1971 zur Gemeinde Lappach, die am 1. April 1971 nach St. Wolfgang eingemeindet wurde.

## Hakenhof
Der Hakenhof (Semmelhub 3) ist ein zweigeschossiger Flachsatteldachbau mit Kniestock und Traufbundwerk am Ökonomieteil aus dem zweiten Viertel des 19. Jahrhunderts. Er ist als Baudenkmal in die Liste der Baudenkmäler in Sankt Wolfgang eingetragen.

## Bevölkerungsentwicklung

Semmelhub von Nordnordosten

Um 1871 gab es in Semmelhub 15 Einwohner. Im Mai 1987 lebten dort 16 Einwohner in fünf Wohngebäuden.
| Jahr      | 1871 | 1925 | 1950 | 1970 | 1987 |
| Einwohner | 15   | 14   | 19   | 14   | 16   |